# Улица Кубинка
У́лица Ку́бинка — улица в Москве на территории Можайского района Западного административного округа. Входит в состав Северо-Западной хорды.

## Описание
Улица проходит в направлении с юга на север от перекрёстка Можайское шоссе—Витебская улица—улица Кубинка до эстакады Кубинка — Боженко (путепровода через Смоленское направление МЖД), переходя за ней в улицу Боженко. Нумерация домов начинается от Можайского шоссе.
Под эстакадой организована развязка с улицей Маршала Неделина, проходящей перпендикулярно улице Кубинка; с запада к Кубинке примыкает Запорожская улица.
Улица является пятиполосной (шестиполосной около перекрёстка с дублёром Можайского шоссе). До постройки эстакады Кубинка — Боженко в 1985 году была двухполосной и располагалась ближе к жилым домам).

## Происхождение названия
Улица Кубинка получила своё имя 25 декабря 1961 года по подмосковному посёлку Кубинка (ныне город) в связи с расположением на западе Москвы.

## История
В составе города Кунцево существовала улица Красная Горка, поднимавшаяся на холм от Можайского шоссе, а затем поворачивавшая налево и примыкавшая к улице Толбухина. На ней располагались деревенские дома и яблоневые сады. Потом были выстроены несколько больших бараков для рабочих завода им. КИМ (ныне OAO «Мосточлегмаш»), расположенного на Дорогобужской улице.
После включения города Кунцево в состав Москвы в 1960 году и начала массовой жилищной застройки этой территории, поднимающаяся на холм часть улицы Красная Горка была уничтожена: на её месте построили многочисленные панельные пятиэтажки. Сохранился только участок между улицей Толбухина и вновь проложенной улицей Кубинка, получивший в 1966 году новое название — Запорожская улица.
Один из двух довоенных домов по улице Кубинка (дом № 18 корп. 1, 1941—1947 годов постройки) расположен под углом к ней. Он стоит параллельно бывшей улице Красная Горка. Но в то же время самый ветхий дом № 16 корп. 1 (1937 года постройки) и дома № 6, 8 (1958—1960 годов постройки), которые были выстроены ещё до переименования улицы и в момент заселения имели адреса по улице Красная Горка, сегодня расположены параллельно (№ 16 корп. 1) и строго перпендикулярно (№ 6, 8) к современной улице Кубинка. Это является свидетельством того, что автомобильная дорога в 1961 году, получившая название «улица Кубинка», была проложена ещё во времена существования улицы Красная Горка.
Недалеко от школы № 714 по улице Кубинка в ночь с 30 сентября на 1 октября 2008 года произошло убийство Анны Бешновой.

## Здания и сооружения
На улице присутствует застройка, относящаяся к различным историческим периодам: это и довоенные сталинские дома (16 корп. 1, 18 корп. 1), и хрущёвки (12 и 18 со всеми корпусами) и современное здание универсального дворца спорта «Крылья Советов» (ул. Толбухина, д. 10/4, стр. 1).
В соответствии с проектом планировки квартала 71—72 Можайского района большая часть четырёх- и пятиэтажных домов входит в перечень предполагаемых к сносу. В первую очередь, до 2010 года предполагалось снести 3 самых ветхих дома: № 16 корп. 1, № 18 корп. 1, корп. 2. Но в настоящее время сроки сноса не определены, и концепция переселения не разработана.
По нечётной стороне:
- № 3 корп. 1 — 2, 5 корп. 1 — кирпичные четырехэтажки
- № 3 стр. 5 — управа района «Можайский»
- № 5 корп. 2 — панельная девятиэтажка
- № 7 — физкультурно-оздоровительный комплекс «Крылья Советов» — секции по единоборствам, художественная гимнастика, тренажерный зал, фитнес
- ул. Толбухина, владение 10 — дворец спорта «Крылья Советов», стадион, плавательный бассейн «Сетунь»
- № 13, 17 — кирпичные пятиэтажки
- № 15 корп.1 — панельная пятиэтажка
- № 15 корп. 2 — 3 — кирпичные девятиэтажки

По чётной стороне:
- № 6, 8 — кирпичные четырёхэтажки (постройки 1958—1960 года с внутренней планировкой типичной для сталинских домов, в доме № 6 на потолках присутствует лепнина времен сталинской архитектуры)
- № 4, 10, 12 корп.1 — кирпичные пятиэтажки (постройки после 1961 года с внутренней планировкой, типичной для хрущёвок)
- № 12 корп. 2 — 4 — кирпичные, а не панельные пятиэтажки (корп.3 1964 г.)
- № 14 — кирпичная пятиэтажка, ДЕЗ «Можайский», «Красный магазин» (магазин в красном доме)
- № 16 — детский сад № 607
- № 16 корп. 1 — сталинская четырёхэтажка (1937 года, дом был запланирован под снос до 2010 года[11])
- № 16 корп. 2, корп. 3 — кирпичные пятиэтажки
- № 18 корп. 1 — сталинская четырёхэтажка (1941—1947 года постройки, дом был запланирован под снос до 2010 года[12])
- № 18 корп. 3—5 — кирпичные пятиэтажки (1961—1968 годов постройки)
- № 20 — школа № 714
- № 22 корп. 1—2, 24/10 — кирпичные дома
- ул. Маршала Неделина, 19 — Кунцевский рынок

Снесённые дома:
- № 18 корп. 2 — панельный дом снесён по программе сноса ветхих пятиэтажек в Москве[13]

## Транспорт

### Железнодорожный транспорт
- Платформа «Сетунь» Смоленского направления Московской железной дороги (~ 500 м от конца улицы)
- Платформа «Рабочий Посёлок» Смоленского направления Московской железной дороги (~ 300 м от конца улицы)

### Наземный транспорт
По улице ходят автобусы:
- № 16 — (66-й квартал Кунцева — Метро «Кунцевская»)
- № 45 — (66-й квартал Кунцева — Метро «Кунцевская») (только к 66-му кварталу Кунцева)
- № 104 — (Метро «Филёвский парк» — Платформа «Рабочий Посёлок») (только к платформе «Рабочий Посёлок»)
- № 178 — (66-й кквартал Кунцева — Фили)
- № 180 — (66-й квартал Кунцева — Беловежская улица) (только к 66-му кварталу Кунцева)
- № 198 — (66-й квартал Кунцева — Матвеевское) (только к 66-му кварталу Кунцева)
- № 300 — (Беловежская улица — Метро «Петровско-Разумовская»)
- № 554 — (Крылатское — Улица Федосьино)
- № 609 — (Беловежская улица — Станция «Кунцево») (только к станции «Кунцево»)
- № 732 — (Крылатское — Метро «Славянский бульвар»)
- № 867 — (Метро «Молодёжная» — Технопарк) (только к метро «Молодёжная»)
- № 840 — (66-й квартал Кунцева — Киевский вокзал) (только к 66-му кварталу Кунцева)

Улица начинается у Можайского шоссе, рядом с автобусной остановкой «Дворец спорта „Крылья Советов“», откуда ходят автобусы до ближайших станций метро:
- до метро «Кунцевская»:
  - № 45 — (66-й квартал Кунцева — ст. метро «Кунцевская»)
  - № 190 — (Беловежская улица — ст. метро «Молодёжная»)
- до метро «Славянский бульвар»:
  - № 157 — (Беловежская улица — Киевский вокзал)
  - № 205 — (Совхоз «Заречье» — Улица Довженко)
  - № 231 — (Беловежская улица — Метро «Филёвский парк»)
  - № 818 — (Международный университет — Метро «Филёвский парк»)
  - № 840 — (66-й квартал Кунцева — Киевский вокзал)

## Северо-Западная хорда
Ранее в СМИ транслировалось мнение, что в связи с прокладкой Северо-Западной хорды улица будет расширена с нынешних четырёх до восьми полос. Однако это не подтвердилось.
В ходе публичных слушаний по прохождению Северо-Западной хорды жителями было озвучено множество претензий и замечаний. В итоге проект магистрали по улицам Кубинка, Толбухина, Витебская и Вяземская подкорректировали, снизив количество полос с четырёх до трех в каждом направлении. Однако теперь на улице две полосы в сторону Можайского шоссе (три около перекрёстка), три полосы в сторону путепровода.